# 伴野光信
伴野 光信（ともの みつのぶ）は、戦国時代の武将。甲斐武田氏家臣。貞慶を諱とする説もある。

## 経歴・人物
信濃前山城主。伴野氏は鎌倉時代の小笠原氏の嫡家で、同じ小笠原氏族の守護代・大井氏と紛争を繰り返した。永正6年（1509年）には室町幕府による争いの調停を受ける。大永7年（1527年）に大井氏との紛争に敗れ、武田信虎に頼る。